# Alex Formenton
Alexander "Alex" Formenton, född 13 september 1999, är en kanadensisk professionell ishockeyforward som spelar för Ottawa Senators i National Hockey League (NHL). Han har tidigare spelat på lägre nivå för London Knights i Ontario Hockey League (OHL).
Formenton draftades i andra rundan i 2017 års draft av Ottawa Senators som 47:e spelare totalt.

## Statistik
| 2014–2015  | Mississauga Rebels | GTHL       | 65 | 27 | 28 | 55 | 92 | —  | — | — | — | — |
| 2015–2016  | Aurora Tigers      | OJHL       | 54 | 13 | 13 | 26 | 66 | 5  | 2 | 0 | 2 | 0 |
| 2016–2017  | London Knights     | OHL        | 65 | 16 | 18 | 34 | 50 | 14 | 0 | 0 | 0 | 6 |
| 2017–2018  | Ottawa Senators    | NHL        | 1  | 0  | 0  | 0  | 0  | —  | — | — | — | — |
| NHL totalt | NHL totalt         | NHL totalt | 1  | 0  | 0  | 0  | 0  | —  | — | — | — | — |